# Eirenis
Az Eirenis a hüllők (Reptilia) osztályának pikkelyes hüllők (Squamata) rendjébe, ezen belül a siklófélék (Colubridae) családjába tartozó nem.

## Rendszerezésük
A nemet Giorgio Jan olasz zoológus írta le 1863-ban, az alábbi 4 faj tartozik ide: 
- Eirenis africanus (Boulenger, 1914)
- Eirenis aurolineatus (Venzmer, 1919)
- Eirenis barani Schmidtler, 1988
- Eirenis collaris (Ménétries, 1832)
- Eirenis coronella (Schlegel, 1837)
- Eirenis coronelloides (Jan, 1862)
- Eirenis decemlineatus (A. M. C. Duméril, Bibron & A. H. A. Duméril, 1854)
- Eirenis eiselti Schmidtler, 1978
- Eirenis hakkariensis Schmidtler & Eiselt, 1991
- Eirenis kermanensis Rajabizadeh, Schmidtler, Orlov & Soleimani, 2012
- Eirenis levantinus Schmidtler, 1993
- Eirenis lineomaculatus Schmidt, 1939
- Eirenis medus (Chernov, 1940)
- kis-ázsiai törpesikló (Eirenis modestus)
- Eirenis occidentalis Rajabizadeh, Nagy, Adriaens, Avci, Masroor, Schmidtler, Nazarov, Esmaeili & Christiaens, 2015
- Eirenis persicus (Anderson, 1872)
- Eirenis punctatolineatus (Boettger, 1892)
- Eirenis rechingeri Eiselt, 1971
- Eirenis rothii Jan, 1863
- Eirenis thospitis Schmidtler & Lanza, 1990